# Oncidium schwambachiae
Oncidium schwambachiae är en orkidéart som beskrevs av Vitorino Paiva Castro och Antonio Luiz Vieira Toscano. Oncidium schwambachiae ingår i släktet Oncidium och familjen orkidéer. Inga underarter finns listade i Catalogue of Life.